# Paradoxul bunicului

Bilele de biliard în paradoxul bunicului

Paradoxul bunicului este un paradox ipotetic al călătoriei în timp, fiind prima dată descris de către scriitorul de ficțiune René Barjavel în cartea sa din 1943, Le Voyageur imprudent (română: Călătorul imprudent).
Paradoxul are loc în ipoteza în care un om călătorește înapoi în timp și își ucide bunicul biologic, înainte ca acesta din urmă să o întâlnească pe bunica omului călător. Ca rezultat, unul din părinții călătorului (și prin extensie, călătorul însuși) nu va fi niciodată conceput. Acest fapt implică imposibilitatea ca el să poată călători înapoi în timp, ceea ce la rândul său implică bunicul fiind încă în viață, iar călătorul reușind a fi conceput, permițându-i să se întoarcă în timp ca să își ucidă bunicul. Astfel, fiecare posibilitate pare să implice propria sa negare, un tip de paradox logic.
Un paradox echivalent este cunoscut (în filozofie) ca „autoinfanticid” - asta fiind mersul înapoi în timp și uciderea propriei persoane când încă era bebeluș - deși când acest cuvânt a fost inițial publicat într-un ziar de Paul Horwich, el a folosit forma „autofanticid”.
Paradoxul bunicului a fost folosit ca argument pentru imposibilitatea călătoriei înapoi în timp. Totuși, au fost propuse un număr de căi posibile pentru evitarea paradoxului, precum ideea cum că axa timpului este fixă și nu poate fi schimbată, sau că acel călător va ajunge într-un timp paralel, în timp ce acela în care a fost născut rămâne independent.

## Teorii științifice

### Principiul auto-consistenței al lui Novikov
Principiul auto-consistenței al lui Novikov (en) presupune un mod de călătorie în timp fără pericolul paradoxurilor. Conform acestei ipoteze, singurele cronologii posibile sunt cele care sunt în întregime auto-consistente, astfel încât orice lucru făcut de călător în trecut trebuie să fi fost parte din istorie în tot acest timp, iar călătorul nu poate face nimic pentru a preveni înfăptuirea plecării sale înapoi prin timp, din moment ce acest lucru ar reprezenta o inconsistență. Acest fapt este considerat deseori a fi destinul, dar este protestat termenul deoarece contrazice noțiunea de psihologie populară care afirmă că oamenii își aleg singuri soarta.

### Universuri paralele/cronologii alternante
Există posibilitatea unui ansamblu de universuri paralele, de exemplu atunci când călătorul își ucide bunicul, fapta a luat loc într-un (sau a rezultat în urma creării unui) univers paralel în care corespondentul călătorului nu va fi conceput niciodată, ca și consecință. Totuși, existența sa precedentă în universul original nu este alterată.
Exemple de universuri paralele postulate în fizică sunt:
- În mecanica cuantică, interpretarea a mai multor lumi sugerează că fiecare eveniment cuantic ce pare aleatoriu cu o probabilitate diferită de zero de fapt se întâmplă în toate modurile posibile în „lumi” diferite, astfel încât istoria se ramifică constant în alternative diferite. Fizicianul David Deutsch a argumentat că, dacă ar fi posibilă călătoria în trecut, ar trebui să rezulte în aflarea călătorului într-o ramură a istoriei diferită de cea de la care a plecat.[3]
- Teoria M este înaintată ca o teorie a orice ipotetică, ce unifică cele șase teorii a corzilor, deși este incompletă în prezent. O consecință posibilă a ideilor aduse de teoria M este posibilitatea existenței a multiple universe în forma membranelor tridimensionale numite corzi unul lângă altul, într-o a patra dimensiune spațială (care este distinctă de noțiunea de timp ca a patra dimensiune). Totuși, nu există curent niciun argument al fizicii care să afirme că ar exista o coardă pentru fiecare versiune posibilă a istoriei, precum în interpretarea lumilor multiple, dar nici care să sugereze că prin călătoria în timp, o persoană ar merge în altă coardă.

## Teorii științifico-fantastice

### Ipoteza universurilor paralele
În ideea prevenirii paradoxurilor prin presupunerea că respectivul călător este dus într-un univers paralel, în timp ce trecutul său original rămâne intact, este comun de asemenea și în lucrările științifico-fantastice.

### Ipoteza acțiunii restricționate
Altă ipoteză, din care principiul auto-consistenței a lui Novikov poate fi luat ca exemplu, afirmă că dacă cineva ar fi să călătorească în timp, legile naturii (sau a altei cauze ce intervine) i-ar interzice pur și simplu călătorului să facă orice din care să rezulte în anularea înfăptuirii călătoriei. De exemplu, un glonț tras către bunic are să rateze, sau pistolul se va bloca, sau bunicul va fi rănit, dar nu ucis, sau persoana ucisă se dovedește a nu fi bunicul sau un eveniment va avea loc pentru a preveni succesul crimei. Nicio faptă îndeplinită de călător, care să aibă efect de schimbare a viitorului nu va avea succes, căci întotdeauna va exista o formă de „ghinion” sau coincidență care va preveni rezultatul posibil. Foarte comun în ficțiune este nu numai eșecul personajului de a opri acțiunile pe care le dorește, ci și faptul că ajută, accidental, la înfăptuirea lor.
Această teorie ar putea duce la griji cu privire la existența voii bune (în acest exemplu, voia bună poate fi o iluzie, sau cel puțin limitată). Alt punct de vedere este implicarea cauzalității ca și constantă, implicit că nimic nu se poate întâmpla în absența cauzei, pe când alte teorii presupun că un eveniment poate rămâne constant chiar dacă acea cauză inițială a fost ulterior eliminată.

Schemă sugerând crearea unui univers paralel în consecinţa călătoriei în timp.

Strâns legată, dar distinctă, este noțiunea de cronologia timpului ca auto-vindecătoare. Acțiunile călătorului sunt precum aruncarea unei pietre într-o baltă; undele se împrăștie, dar sunt repede înghițite de efectul valurilor deja existente. Spre exemplu, un călător în timp ar putea asasina un politician care și-a condus țara într-un război dezastruos, dar atunci urmașii săi ar folosi crima sa ca pretext pentru război, iar efectul emoțional rezultat ar anula pierderea carismei politicianului. Sau călătorul ar putea preveni un accident de mașină care ar fi omorât pe cineva drag, doar ca acesta din urmă să fie ucis de un hoț, sau să cadă pe scări, să se înece, să fie împușcat etc. În filmul The Time Machine (2002), intriga îl cuprinde pe personajul principal construind o mașină a timpului cu scopul de a-și salva iubita, ce fusese omorâtă anterior de un tâlhar; în final, ea tot moare, dar de data aceasta într-un accident rutier. În multe povești, tocmai evenimentul care a determinat decizia călătorului de a porni înapoi în timp este acela ce nu poate fi schimbat substanțial, în altele toate schimbările încercate vor fi „vindecate” în acest mod, iar în altele, universul poate vindeca majoritatea schimbărilor, dar nu și cele suficient de drastice.
Aceasta este și explicația dată de jocul de roluri al lui Doctor Who, care presupune că Timpul este ca un șuvoi: poți să îl zăgăzui, îl poți abate de la curs sau îl poți bloca, dar direcția în care se îndreaptă va fi reluată după perioada de conflict.
Poate fi de asemenea incert dacă presupusul călător a alterat trecutul sau a precipitat viitorul pe care și-l amintește.

### Ipoteza distrugerii
Unele povești SF sugerează că determinarea oricărui paradox va cauza distrugerea universului, sau cel puțin părțile din spațiu și timp afectate de paradox. Intrigile a asemenea povești tind să se învârtă în jurul prevenirii paradoxurilor.

## Alte considerente
Considerarea paradoxului bunicului a dus la o concluzie conform căreia călătoria în timp este, prin natură, paradoxală și, astfel, logic imposibilă, în aceeași ordine de idei ca și cuadratura cercului. De exemplu, filozoful Bradley Dowden a făcut acest argument scurt în cartea Logical Reasoning (română: Argumentare logică), unde a scris:
| “ | Nimeni nu a construit vreodată vreo mașină a timpului care să poată ducă o persoană înapoi într-o eră timpurie. Nimeni, însă, nu ar trebui să încerce serios să creeze una deoarece există un argument bun pentru care această mașinărie nu trebuie construită vreodată. Argumentul spune așa: presupunem că tu ai avea acum o mașină a timpului și ai putea păși în ea și întoarce înapoi la un timp de dinainte. Acțiunile tale în acel timp ar putea preveni întâlnirea dintre bunicii tăi. Asta ar face să nu te naști și, astfel, să nu poți păși în mașina timpului. Așadar, pretenția posibilității unei mașini a timpului este auto-contradictorie. | ” |

Totuși, unii filozofi și savanți consideră că plecarea în trecut nu este neapărat logic imposibilă, cu condiția să nu existe vreo posibilitate de schimbare a trecutului, precum este sugerat, de exemplu, de principiul auto-consistenței a lui Novikov. Bradley Dowden însuși și-a revizuit punctul de vedere de mai sus, după ce a fost convins de acest fapt într-o discuție cu filozoful Norman Swartz.
Considerarea posibilității a călătoriei înapoi în timp într-un univers ipotetic descrisă de către o metrică Gödel a dus la afirmația logicianului renumit Kurt Gödel că timpul poate fi el însuși un fel de iluzie. El pare să fi sugerat ceva asemănător punctului de vedere conform căruia timpul nu „curge” neapărat, ci este doar o altă dimensiune, precum spațiul, cu toate evenimentele temporale fiind fixate în acest „bloc” tetradimensional.